# Ricardo Torres
Ricardo Antonio Torres Tafur (* 16. Februar 1980 in Magangué) ist ein ehemaliger kolumbianischer Profiboxer und Weltmeister der WBO im Halbweltergewicht. Er ist der jüngere Bruder des Profiboxers José Torres.

## Karriere
Er begann 2001 mit dem Profiboxen und gewann 28 Aufbaukämpfe in Kolumbien und Puerto Rico, davon 26 durch Knockout, 11 davon in der ersten Runde. Obwohl er noch keinen bedeutenden Gegner geschlagen hatte, konnte er im September 2005 um den Weltmeistertitel der WBO im Halbweltergewicht boxen. Er traf dabei auf den Titelträger Miguel Cotto (24-0, 20 K. o.) aus Puerto Rico, den er erstmals in dessen Profikarriere in der zweiten Runde zu Boden schlagen konnte. Torres gelangen auch noch gute Aktionen in der ersten, fünften, sechsten und siebenten Runde, wobei er jedoch selbst drei Niederschläge hinnehmen musste. In der siebenten Runde verlor er schließlich gegen den routinierten Weltmeister durch Knockout.
Nach einem folgenden K.-o.-Sieg gegen Carlos Donquiz, konnte er im November 2006 erneut um den WBO-Titel boxen. Dieser war inzwischen vakant, nachdem Cotto den Titel niedergelegt hatte. Torres siegte in diesem Duell durch Mehrheitsentscheidung nach Punkten gegen den Griechen Mike Arnaoutis (17-0, 10 vorzeitig). Den Titel verteidigte er 2007 gegen den Mexikaner Arturo Morua (25-8) und durch t.K.o. in der elften Runde gegen Kendall Holt (22-1). Beim Rückkampf gegen Holt im September 2007, verlor er überraschend durch K. o. in der ersten Runde, nachdem er seinen Gegner zuvor zweimal am Boden hatte.
Er beendete seine Karriere im Mai 2009 nach einem t.K.o.-Sieg gegen Raúl Pinzón.